# Mio Otani
Mio Otani (大谷 未央 Ōtani Mio?), född 5 maj 1979, är en japansk tidigare fotbollsspelare.
Mio Otani spelade 73 landskamper för det japanska landslaget. Hon deltog bland annat i fotbolls-VM 2003, fotbolls-VM 2007 och OS 2004.